# Бручате ди Сопра (Потенца)
Бручате ди Сопра (итал. Bruciate di Sopra) је насеље у Италији у округу Потенца, региону Базиликата.
Према процени из 2011. у насељу је живело 30 становника. Насеље се налази на надморској висини од 955 м.